# Фарингит
Фаринги́т (от др.-греч. φάρυγξ [pharynx] «глотка, горло» + суффикс -itis «воспалительный процесс») — воспаление слизистой оболочки и лимфоидной ткани глотки.

## Причины фарингита
Большинство случаев фарингита вызваны вирусной инфекцией (аденовирусы, грипп). Вторая по частоте причина фарингита — это микроорганизмы (стрепто-, стафило-, пневмококки). Редкие причины включают в себя грибы рода Кандида и неинфекционные (вдыхание горячего, холодного или загрязнённого воздуха, влияние химических раздражителей).
Нередко фарингит развивается вследствие возникновения инфекции за пределами очага воспаления глотки (синусит, ринит, кариес). Причиной заболевания также могут стать храп во время сна или травматическое повреждение глотки. Острый фарингит может возникнуть после извлечения инородного тела из глотки или проведения хирургической операции.

## Классификация фарингита
Различают острый и хронический фарингит.
Острый фарингит развивается непосредственно после воздействия на слизистую оболочку глотки агрессивного фактора (инфекции, раздражающего газа и пр.).
Хронический фарингит (ХФ) – это часто встречающееся заболевание, не связанное с инфекциями и не требующее назначения системной антибиотикотерапии. К развитию ХФ приводит множество неинфекционных причин. 
ХФ может быть самостоятельным заболеванием, которое возникает при длительном раздражении слизистой оболочки глотки. В развитии ХФ отмечаются фазы обострения и ремиссии.

## Клиническая картина
Симптомы фарингита зависят от характера заболевания.
Острый фарингит — обычно самостоятельное заболевание, развивающееся после вдыхания раздражающих газов и пыли (чаще всего), употребления горячей или слишком холодной пищи, перегревания и переохлаждения. Как правило, пациент (ребёнок или взрослый) предъявляет жалобы на першение и боль в горле, сухой и порой мучительный кашель. Возможно повышение температуры до субфебрильных значений (37,5…38°), реже выше.
В случае выявления острого фарингита на фоне другого заболевания (например, ОРВИ), к клиническим признакам фарингита добавляются проявления основного заболевания (кори, скарлатины, гриппа и других).  
Симптомы острого фарингита на фоне ОРВИ или других инфекционных болезней дополняются признаками основного заболевания: высокая температура, затруднение дыхания, наличие признаков интоксикации, сыпи и так далее.
При осмотре горла (фарингоскопии) можно заметить ярко выраженное покраснение слизистой оболочки глотки. В некоторых случаях определяются небольшие изъязвления слизистой.
Необходимо различать острый фарингит и острый тонзиллит. Острым тонзиллитом (ангиной) называют локальное воспаление нёбных миндалин; при остром фарингите воспалительный процесс принимает более разлитой характер, а симптомы острого тонзиллита (боль при глотании, повышение температуры, увеличение шейных лимфоузлов) дополняются симптомами воспаления стенок глотки: першение и сухость в горле, сухой кашель.
При ХФ симптомы болезни менее выражены. Больной жалуется на чувство сухости или першение в горле, часто наблюдается сухой мучительный кашель. Обострение ХФ напоминает острый фарингит.
Симптомы ХФ могут быть связаны с профессиональной деятельностью. Жалобы на боль в горле часто встречаются у животноводов и работников очистных сооружений. Боль в горле также была значительно более распространена у сборщиков твердых отходов в сравнении с другими работниками. Кроме болей в горле пациентов с ХФ беспокоят першение или дискомфорт в горле, а также стекание по задней стенке глотки (постназальный синдром – «postnasaldrip»), постоянное покашливание. В глотке сосредоточены рецепторы, которые обладают высокой чувствительностью к различным эндо- и экзогенным воздействиям. Однако независимо от типа воздействия в ответ развивается воспалительный процесс.

## Лечение
Неосложненный фарингит обычно не требует системного назначения антибиотиков. В этой ситуации становится обоснованным проведение не системной, а местной антимикробной терапии, которая может быть назначена и в виде монотерапии.
Общие рекомендации при лечении: бросить курить, не употреблять алкоголь, использовать дома увлажнители воздуха, не употреблять пищу, раздражающую горло, не дышать холодным воздухом.
Любое медикаментозное лечение при фарингите должно назначаться и проводиться под контролем лечащего врача.

## Фарингит у животных
По характеру нарушений различают фарингиты катаральные, крупозные, дифтеритические, язвенные и флегмонные. Катаральные фарингиты наиболее распространены у лошадей, свиней и собак. Крупозные и дифтеритические встречаются большей частью у крупного рогатого скота, свиней и птиц.
Ранний признак всех форм фарингита-расстройство глотания. Больные животные обычно выбирают мягкий корм, осторожно и более медленно жуют его, затем прекращают жевать, вытягивают шею и проглатывают пищевой ком. При этом они нередко мотают головой, переступают передними конечностями и кашляют. При острых процессах инфильтрации небной занавески и болевых ощущениях вода выливается через носовые ходы.